# Fritz Leandré
Fritz Leandré   (Haití, 13 de març de 1948 - 2005) fou un futbolista haitià de la dècada de 1970.
Fou 1 cop internacional amb la selecció d'Haití amb la qual participà en la Copa del Món de futbol de 1974.
Pel que fa a clubs, destacà a Racing Club Haïtien.
El seu germà Joseph-Marion també fou futbolista.